# دبيق بالانسي
الدبيق البالانسي (باللاتينية: Bupleurum balansae) نوع نباتي ينتمي إلى جنس الدبيق من الفصيلة الخيمية. سمي هذا النوع تكريما لعالم النبات الفرنسي بينيديكت بالانسا (بالفرنسية: Benedict Balansa)‏.

## الموئل والانتشار
موطن هذا النوع المغرب العربي.

## مرادفات للاسم العلمي
- الدبيق المليلي (باللاتينية: Bupleurum melillense Pau)
- (باللاتينية: Bupleurum fruticescens var. balansae (Boiss. & Reut.) Batt.)
- (باللاتينية: Bupleurum fruticescens subsp. balansae (Boiss. & Reut.) O.Bolòs & Vigo)
- (باللاتينية: Bupleurum melillense Pau)
- (باللاتينية: Bupleurum rigescens Maire & Sennen)